# Der Hohenfriedberger

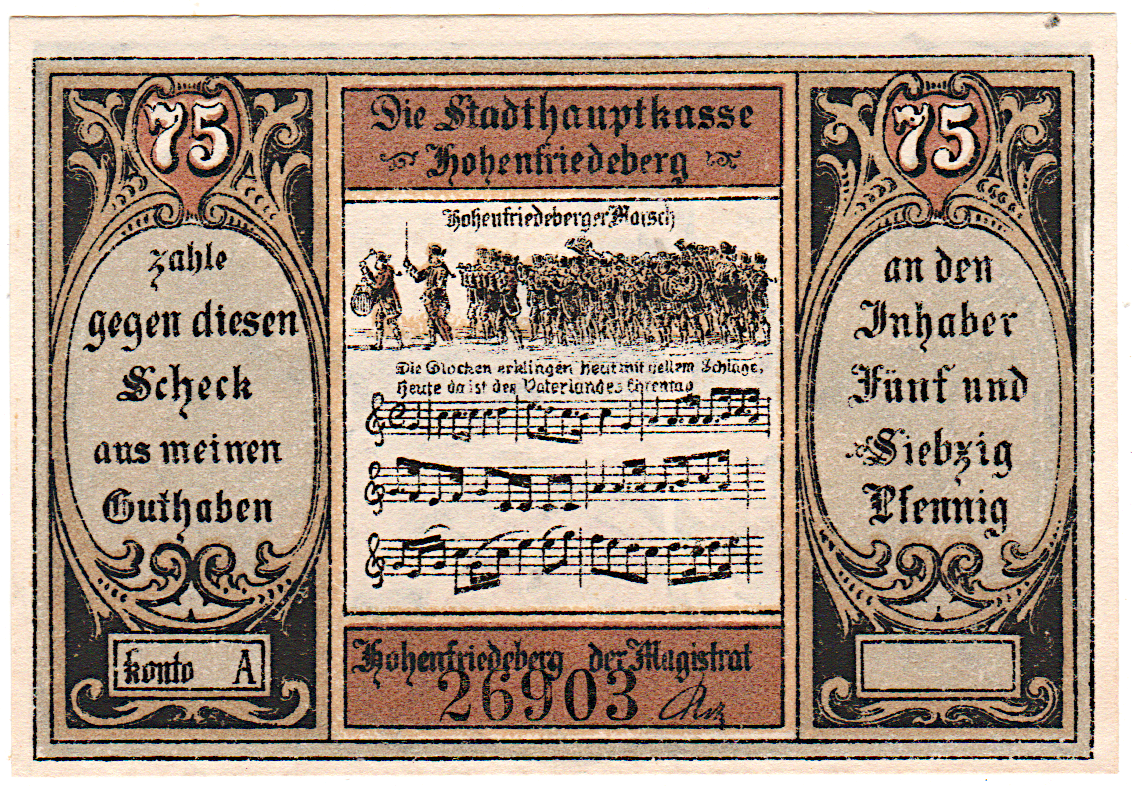
Der Hohenfriedberger auf einem Notgeldschein aus Hohenfriedeberg von 1922

Der Hohenfriedberger (Armeemarsch I, 21 (Armeemarsch I, 1c und Armeemarsch III, 1b)) ist einer der bekanntesten deutschen Militärmärsche. Auch „Hohenfriedeberger“ genannt, soll der Name an den Sieg der Preußischen Armee über die miteinander verbündeten Armeen des Erzherzogtums Österreich und des Kurfürstentums Sachsen erinnern. Die Schlacht bei Hohenfriedberg fand im Zweiten Schlesischen Krieg am 4. Juni 1745 bei Striegau statt.

## Geschichte
Um die Entstehungsgeschichte des Marsches ranken sich zahlreiche Legenden. Angeblich sei das Dragonerregiment Bayreuth, das die Schlacht für Preußen entschieden hatte, am nächsten Tag mit diesem Marsch in sein Quartier eingerückt, und König Friedrich II. habe seinen Hut gezogen. Ob der Marsch tatsächlich damals schon erklang, ist ebenso fraglich wie die Behauptung, Friedrich II. von Preußen – der „Alte Fritz“ – sei der Komponist. Historisch belegt ist indessen, dass der König dem Dragonerregiment Bayreuth einen „Gnaden-Brieff“ ausstellen ließ, der das Regiment berechtigte, sowohl Grenadiermärsche der Fußtruppen mit Trommel und Pfeife als auch Kürassiermärsche der Reiter mit Pauken und Fanfaren zu spielen.
Die erste bekannte Aufzeichnung, eine Klavierbearbeitung, stammt von 1795. Erst 1845, zum hundertjährigen Jubiläum der Schlacht, wurde dem Marsch ein Text unterlegt, „Auf, Ansbach-Dragoner! Auf, Ansbach-Bayreuth! …“, da das Regiment mittlerweile in „Ansbach-Bayreuth“ umbenannt worden war. In der Zeit des Deutschen Kaiserreiches symbolisierte der „Hohenfriedberger“ sowohl aufgrund seiner Verbindung zu den großen Siegen Friedrichs II. als auch wegen dessen, wenn auch ungesicherter, Urheberschaft das Haus der Hohenzollern und galt als „Ruhmesmarsch“ der preußischen Armee.
In Erinnerung an die Siege Friedrichs II. über die Österreicher fügte Johann Gottfried Piefke im Jahr 1866 nach der gewonnenen Schlacht bei Königgrätz den Hohenfriedberger als Trio an seinen Königgrätzer Marsch an.
1907 veröffentlichte Max Kalbeck (1850–1921) in seinem Volksliederbuch für Männerchor eine Bearbeitung mit eigenem Text.

## Bundeswehr
Der Hohenfriedberger ist Truppenmarsch der Heeresaufklärungsschule und des Logistikregiments 1. Er war Traditionsmarsch des ehemaligen Panzerlehrbataillons 11, der ehemaligen Aufklärungslehrkompanie 90 sowie des ehemaligen Panzergrenadierbataillons 102 – „Bayreuther Jäger“ der Bundeswehr.

## Noten
Die Audiowiedergabe wird in deinem Browser nicht unterstützt. Du kannst die Audiodatei herunterladen.

## Text von 1845
Auf, Ansbach-Dragoner!

Auf, Ansbach-Bayreuth!

Schnall um deinen Säbel

und rüste dich zum Streit!

Prinz Karl ist erschienen

auf Friedbergs Höh’n,

Sich das preußische Heer

mal anzusehen.

—Refrain:

—𝄆 Drum, Kinder, seid lustig

—und allesamt bereit:

—Auf, Ansbach-Dragoner!

—Auf, Ansbach-Bayreuth! 𝄇

Hab’n Sie keine Angst,

Herr Oberst von Schwerin,

Ein preuß’scher Dragoner

tut niemals nicht fliehn!

Und stünd’n sie auch noch

so dicht auf Friedbergs Höh',

Wir reiten sie zusammen

wie Frühlingsschnee.

—Refrain:

—Ob Säbel, ob Kanon’,

—ob Kleingewehr uns dräut:

—Auf, Ansbach-Dragoner!

—Auf, Ansbach-Bayreuth!

—Drum, Kinder, seid lustig

—und allesamt bereit:

—Auf, Ansbach-Dragoner!

—Auf, Ansbach-Bayreuth!

Halt, Ansbach-Dragoner!

Halt, Ansbach-Bayreuth!

Wisch ab deinen Säbel

und laß vom Streit;

Denn ringsumher

auf Friedbergs Höh’n

Ist weit und breit

kein Feind mehr zu sehn.

—Refrain:

—Und ruft unser König,

—zur Stelle sind wir heut’:

—Auf, Ansbach-Dragoner!

—Auf, Ansbach-Bayreuth!

—Drum, Kinder, seid lustig

—und allesamt bereit:

—Auf, Ansbach-Dragoner!

—Auf, Ansbach-Bayreuth!

## Text von 1907
Fridericus der Held der sprach: „Potzelement,

Daß niemand mein gutes Recht auf Schlesien anerkennt!

Man meint wohl verschimmelt ist im Kopfe mir der Witz,

In das neidische Gesindel schlag‘ ich ein wie der Blitz.

Der Feind hat verstellt ringsum den Horizont.

Ich macht‘ meine Sache mir so schwer als ich gekonnt.

Und sollt‘ ich im Kriege, den ich führe, nicht besteh’n,

Will darinnen auch zu Grunde nur mit Ehren ich geh’n.

In die Münze hab‘ mein Silber ich gesandt,

Daß ich jedem zahle seinen Sold auf die Hand.

Trompeter und Trommler ruft alles in’s Gewehr!

Was zerstreut ist, versammle sich und eile daher!

Klein ist die Armee, kaum fünfzigtausend Mann,

Aber doppelt zählt sie, weil sie tut, was sie kann;

Trägt jeder im Leibe sein braves Preußenherz,

Haben Nerven von Stahl und harte Schädel von Erz.“

Der Öst’reicher träumt es wäre nichts im Werk,

Die Feldherren tafeln flott in Hohenfriedeberg:

Nach Breslau marschier' der König wohl in guter Ruh‘-

Doch da brummten die Kanonen „Prosit, Mahlzeit“ dazu.

Vom Striegauer Berg dröhnt donnernd es herab,

Und Gesslers Dragoner setzen hurtig sich in Trab,

Den Zügel verhängt, den blanken Säbel in der Faust,

Wie das Hagelwetter kamen sie hernieder gesaust.

Wo zuvor im Wind die Fahnen sich gebläht,

Lagen ihrer zwanzig Bataillons hingemäht.

Geschlagen der Feind und gewonnen war die Schlacht,

Nach dem tränenreichen Tage kam die sanftkühle Nacht.

Die geliebte Flöte nahm der Held hervor,

Blies ein eigen Stücklein auf dem kunstreichen Rohr;

Das tönet gar freudig noch heut‘ durchs deutsche Land,

Als der Hohenfriedeberger Marsch von allen gekannt.

## Verwendung in der Kunst
Der Marsch wurde in folgenden Spielfilmen verwendet:
- Barry Lyndon
- Stalingrad
- Ich war neunzehn
- Das As der Asse